# Guarino Guarini

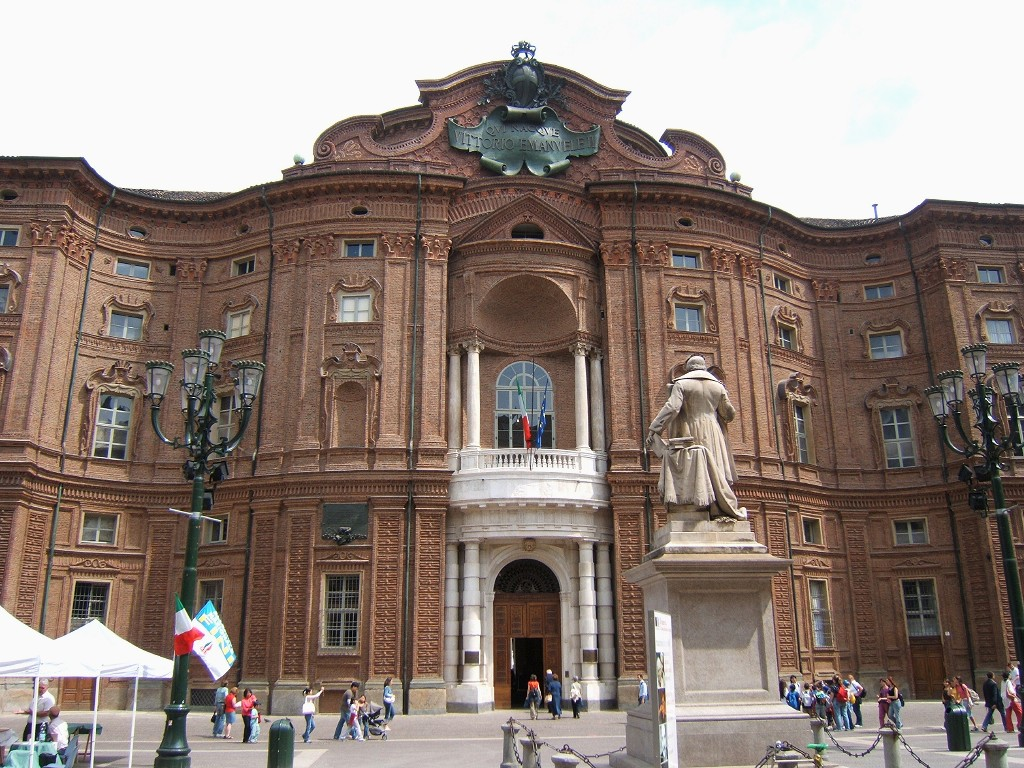
Palacio Carignano en Turín (1679) por Guarino Guarini.

Guarino Guarini (de nombre completo Camillo Guarino Guarini) (Módena, 1624-Milán, 1683) fue un sacerdote teatino, matemático, escritor y arquitecto italiano del siglo XVII.
Fue al mismo tiempo estudioso de las matemáticas, profesor de literatura y filosofía en Mesina, y, desde los diecisiete años, arquitecto del duque Filiberto de Saboya. Escribió una serie de libros de matemática en latín e italiano, entre los que su "Euclides adauctus" es uno de los primeros tratados de geometría descriptiva.
Diseñó muchos edificios públicos y privados en Turín —palacios para el duque de Saboya, la Iglesia real de San Lorenzo (1666-1680), la mayor parte de la capilla de la Santissima Sindone (1688), incorporando trabajos previos de Castellamonte, el Palacio Carignano (1679-1685)— y otros, públicos y eclesiásticos, en Módena, Mesina, Verona, Viena, Praga, Lisboa y París.
Recibió influencia estilística de Francesco Borromini y a su vez influyó en su alumno, Filippo Juvara, y en el alumno de este, Bernardo Vittone.

## Biografía

### El periodo de formación
Guarino Guarini entró en la Orden Teatina en 1639 y ese mismo año se trasladó para hacer el noviciado a Roma, donde estudió hasta 1647, teología, filosofía, matemáticas y arquitectura. En Roma conoció la arquitectura de Francesco Borromini, entonces todavía vivo, que más tarde influyó profundamente en su obra y, en particular en los primeros proyectos.
En 1647 regresó a Módena donde fue ordenado sacerdote y nombrado profesor de filosofía en la casa de su Orden. También comenzó su trabajo como arquitecto  participando en la construcción de la nueva Casa de la Orden y de la Iglesia, dedicada a San Vicente, para la que se ha sugerido su intervención proyectual. Fuera o no así, en esos años de Modena fue capaz de completar su formación con experiencia directa en obras.
En 1655, con solo treinta años, fue nombrado Superior (Prepósito) de la Casa Teatina de Módena, pero de ese cargo se vio obligado a renunciar por el desfavor que le manifestó el futuro duque Alfonso d'Este III, por lo que Guarini dejó su ciudad natal.

### Una década de viajes
El decenio comprendido entre 1655 y 1666 se caracterizó por los viajes fuera de Italia y un cambio continuo de sede en la orden, trabajando inicialmente como profesor de teología, filosofía y matemáticas, y luego también como arquitecto. Durante este período se familiarizó con las diferentes culturas arquitectónicas.
Estuvo primero en Parma y después en Guastalla, donde su presencia se ha documentado en 1655. No hay documentación para el período posterior hasta 1660, cuando publica en Mesina la tragicommedia morale La pietà trionfante. Se han hipotetizado viajes a Praga, Lisboa y España, de regreso del cual se habría detenido en Mesina, aunque podría haber estado en Mesina antes de 1660. Sin embargo, según los documentos disponibles estaba activo en Mesina a partir de 1660 a 1662, donde, además de enseñar en la escuela de los teatinos y de cultivar su interés por las matemáticas y la literatura, diseñó la finalización de la iglesia de la Santissima Annunziata, adyacente al Colegio de los Teatinos, aunque posteriormente se construyó la Iglesia de San Filippo Neri. Todos estos edificios fueron destruidos durante el terremoto de 1908.
En 1662 regresó momentáneamente a Módena, pero en el otoño de 1662 se fue a París, encargado de dirigir el trabajo de la iglesia teatina de Sainte Anne la Royale, cuya construcción había sido iniciado ya por otros arquitectos. Guarini cambió por completo el proyecto y, tras muchas dificultades, se encargó de él sin finalizarlo por completo; el edificio ahora perdido fue demolido en el siglo XIX.
En Francia amplió sus conocimientos manifestando interés en la arquitectura gótica, la obra de Mansart y la investigación en la geometría proyectiva de Girard Desargues. En París publicó el volumen Placita philosophica que le da notoriedad en el ambiente religioso y que da testimonio de la persistencia de sus estudios de filosofía y ciencia.
En referencia a otros dos proyectos de Guarini fuera de Italia, Santa Maria da Altötting en Praga y de Nuestra Señora de la Divina Providencia de Lisboa, ambos ya desaparecidos, no está claro si comportaron viajes en la península ibérica y en Centroeuropa y ni siquiera es segura la época del proyecto.

### En Turín
Se trasladó en 1666 a Turín, inicialmente llamado para ocuparse de la iglesia teatina de San Lorenzo. Pronto fue llamado a trabajar por la Casa de Saboya para la que realizó, entre 1667 y 1690, entre otras cosas, la Cappella della Sacra Sindone  en el ábside de la catedral de Turín.

## Obras

### Iglesia de la Santissima Annunziata

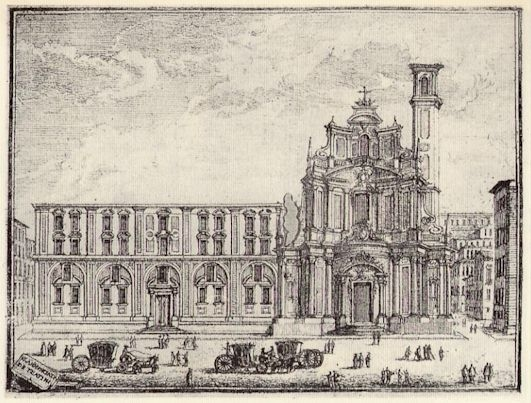
Francesco Sicuro, Chiesa della Santissima Annunziata y casa de los Teatinos en Mesina, en Vedute e prospetti della città di Mesina, 1768

Con este edificio mesines, Guarini presentó, de hecho, el barroco en Sicilia para perplejidad de sus contemporáneos. El proyecto de Guarini debió de dar cuenta de un cuerpo preexistente que debió completar, y de la diferente orientación del espacio exterior, por lo que la fachada presenta un giro inusual, resuelta con la introducción de un campanario en posición asimétrica. La fachada, de varios órdenes superpuestos, muestra una silueta piramidal y una superficie que serán modelo para muchas iglesias de Sicilia en el siglo XVIII. El interior de la iglesia se caracteriza por una cúpula que anticipó las luego hechas en Turín.
Siempre en Mesina diseñó la iglesia de la padres Somascos, de planta hexagonal, que no se realizó y conocida gracias a las grabados de su tratado Architettura civile:  el proyecto parece anticipar las grandes cúpulas nervadas realizadas después por Guarini en Turín, aunque la datación del proyecto 1660-1662 no parece ser fiable y podría ser posterior.

### Capilla de la Sábana Santa

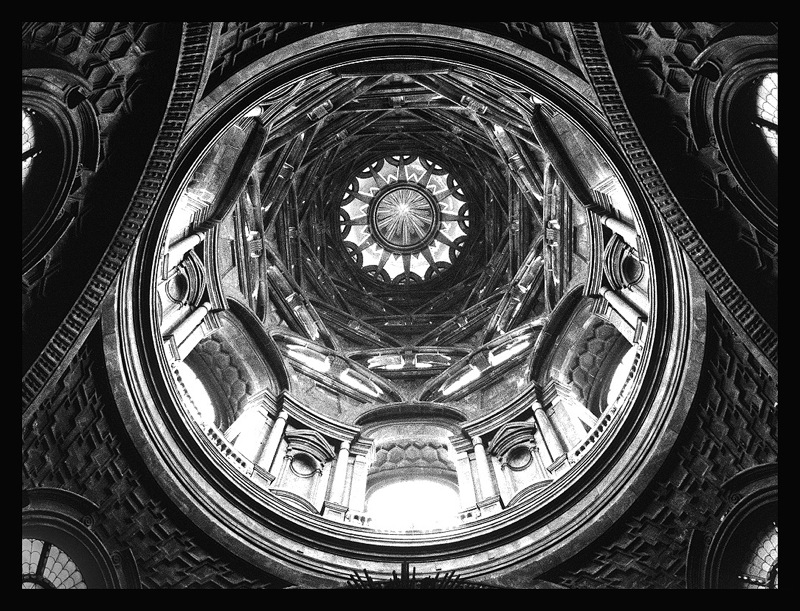
Cúpula de la capilla de la Sábana Santa, anexa a la catedral de Turín

La capilla de la Sábana Santa (del italiano: Cappella della Sacra Sindone) se encuentra en el ábside de la catedral de Turín en contacto con el palacio Real. En el cuerpo cilíndrico insertó tres pechinas que soportan el tambor donde están las ventanas que se alternan con nichos convexos; la propia cúpula se define por costillas que se entrelazan rompiendo la superficie de la cúpula y de la luz difusa a través de las numerosas ventanas que emergen curiosamente al exterior de la estructura, en el que el tambor está cerrado por una línea sinuosa que contiene las ventanas. De una gran originalidad es la culminación en forma de pagoda obtenido por la disminución gradual de los elementos concéntricos utilizados. Recientemente, el edificio sufrió graves daños por un incendio y fue objeto de una restauración reconstructiva particularmente difícil.

### Iglesia de San Lorenzo

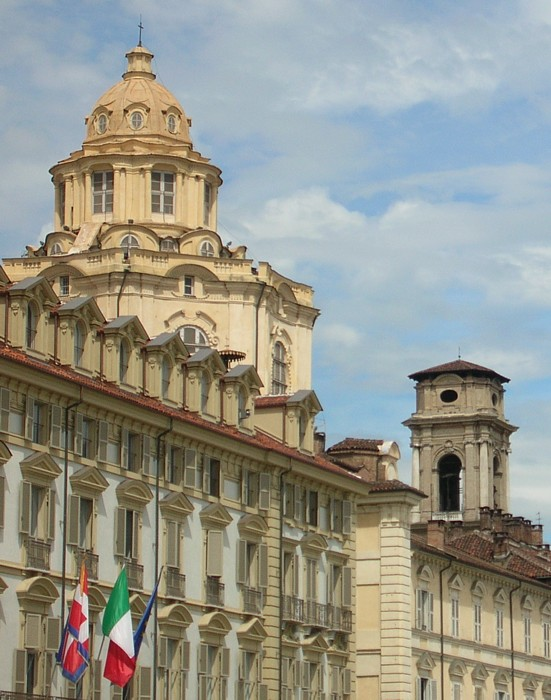
La iglesia de San Lorenzo vista desde la Piazza Castello, Turín.

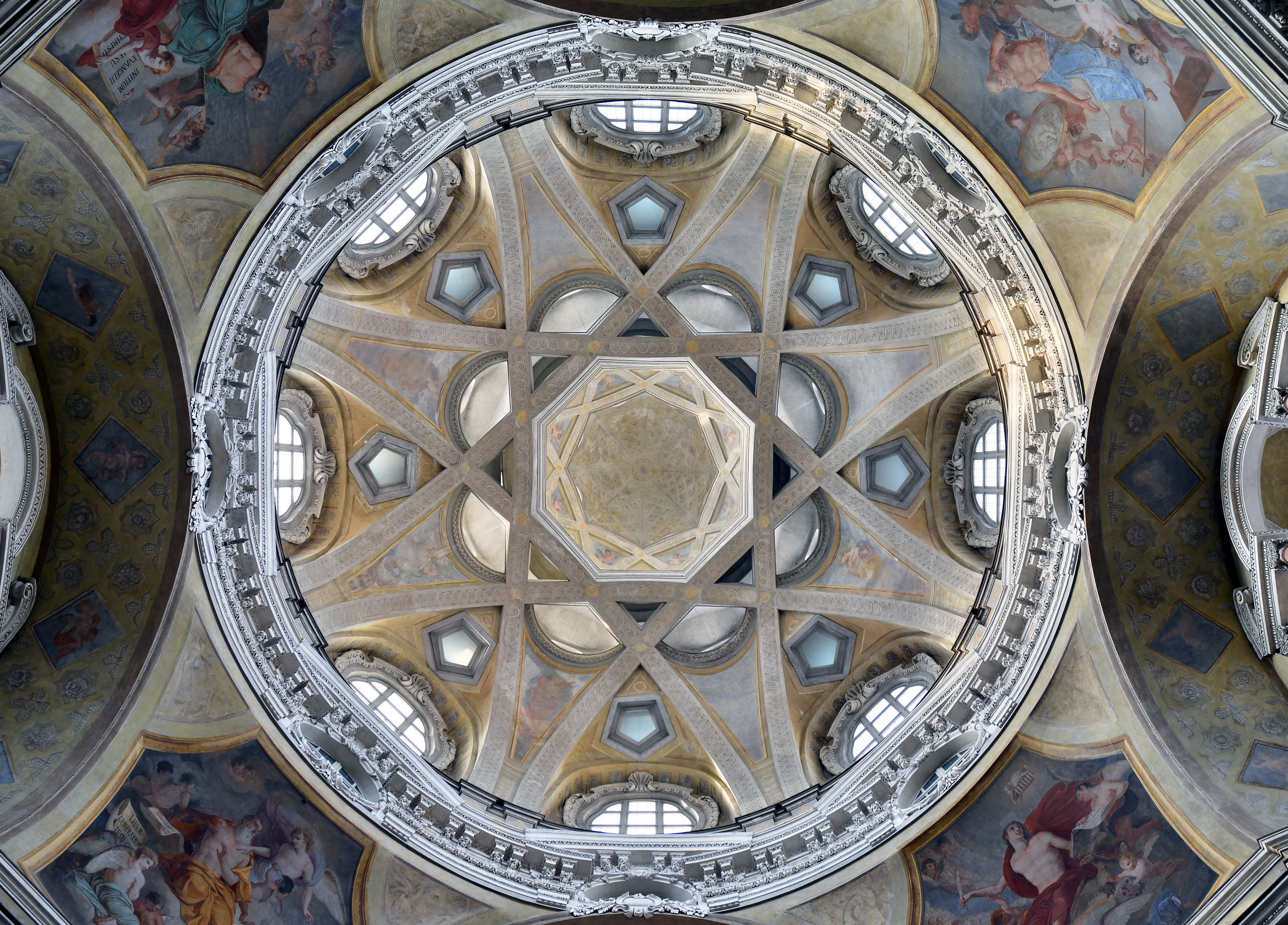
Cúpula de la iglesia de San Lorenzo, Turín

Entre 1668 y 1687 realiza para la Orden Teatina la Iglesia de San Lorenzo, de planta central octogonal, con los lados de forma convexa con un presbiterio elíptico dispuesto transversalmente que introduce un eje principal en la composición; el espacio, en el nivel inferior, se define por la presencia de grandes serlianas que delimitan las capillas laterales; la cobertura consta de una cúpula con nervios que se entrelazan para formar el octágono sobre el que descansa la  linterna.

### Castillo Real de Racconigi

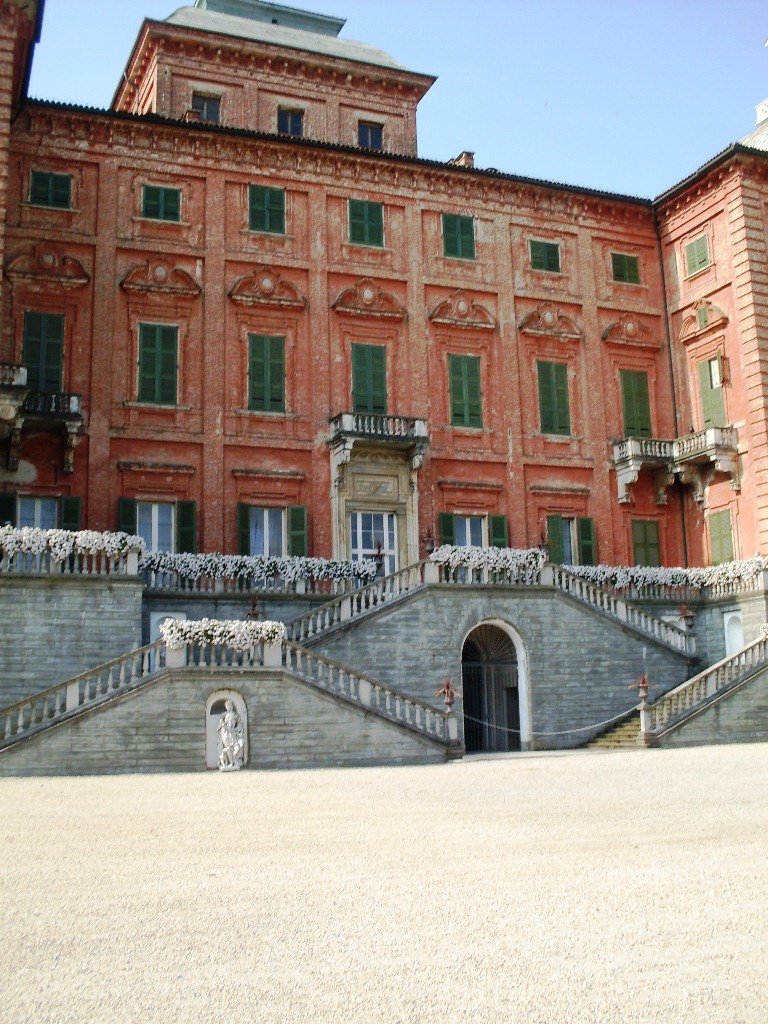
La fachada norte, con vistas al parque, del castillo de Racconigi

A petición de Manuel Filiberto, llamado el Mudo, Guarino Guarini se comprometió a realizar la primera transformación radical de la fortaleza medieval de Racconigi en una Villa di delizie. A partir de 1676, hace el nuevo proyecto y la gran escalinata de la fachada septentrional del Castillo de Racconigi y proyecta la elevación de dos pabellones con techo de pagoda. En 1681, ampliar aún más la residencia mediante la cobertura del cortile (patio) medieval del castillo, creando un nuevo salón interior que, en la siguiente remodelación settecentesca, se convertirá en el Salone di Ercole [Salón de Hércules].
Todavía se pueden encontrar hoy en el interior rastro de su trabajo en las salas del Appartamento Cinese (chimeneas y cornisa) y en la  Sala di Diana (chimeneas).

### Palazzo Carignano
De 1679 es el Palazzo Carignano, basado en una planta en forma de U, que tiene una monumental fachada que alterna partes cóncavas y convexas en una configuración tal vez inspirada en los proyectos de Gian Lorenzo Bernini para el palacio del museo del Louvre, en el palacio de Vaux-le-Vicomte y también en el Oratorio dei Filippini del admirado maestro Borromini, también con pilastras en la fachada y en el uso del ladrillo visto, tratado como materia plástica y moldeable.

### Otras obras en Italia
La iglesia de Santa María de Araceli, en Vicenza, datada entre 1675 y 1680 y que se atribuye a Guarini como resultado de los estudios de Paolo Portoghesi, presenta una planta de doble elipse en la que un anillo de columnas delimita un deambulatorio completo alrededor del espacio central, en cuyo interior se separan cuatro fustes de columnas que forman un rectángulo que soportan cuatro arcos sobre los que descansa una cúpula, inervada con ocho costillas.

### Otros trabajos
Después de San Lorenzo, Guarini diseñó otras iglesias de planta central y cúpula, no realizadas (San Gaetano en Niza, San Filippo en Casale, San Gaetano en Vicenza) y otras de planta longitudinal.
Otras obras realizadas fuera de Turín, hoy perdidas, fueron:
- Sant'Anne La Royale de París (1662), capilla de los teatinos de planta central; fue ásperamente criticada por los clasicistas franceses,[9] quedó sin terminar y posteriormente fue demolida;
- Santa Maria da Altötting en Praga (1679), posteriormente demolida;
- Santa María de la Divina Providencia de Lisboa (quizás entre 1679 y 1681),[10] que fue destruida por un terremoto,[11] caracterizada por un espacio interior muy plástico y ondulado en el que las pilastras internas son recorridas por de lesenas torcidas.

## El Tratado de Arquitectura civil
Aunque muchas de las obras arquitectónicas de Guarini han desaparecido, en 1737 apareció una obra escrita póstuma suya, Architettura civile [Arquitectura civil], un tratado de arquitectura que ilustra los principios del autor y documenta con extensión también los proyectos no realizados y los edificios desaparecidos. A nivel teórico se observa a menudo que el tratado de Guarini es una de las primeras manifestaciones de interés por el gótico después de un largo período de abandono. Preparó la publicación del tratado, escrito en el último cuarto del siglo XVII, un seguidor y admirador de su obra, el también arquitecto Bernardo Antonio Vittone. Obras en línea: http://architectura.cesr.univ-tours.fr/Traite/Auteur/Guarini.asp?param=

## Otros escritos

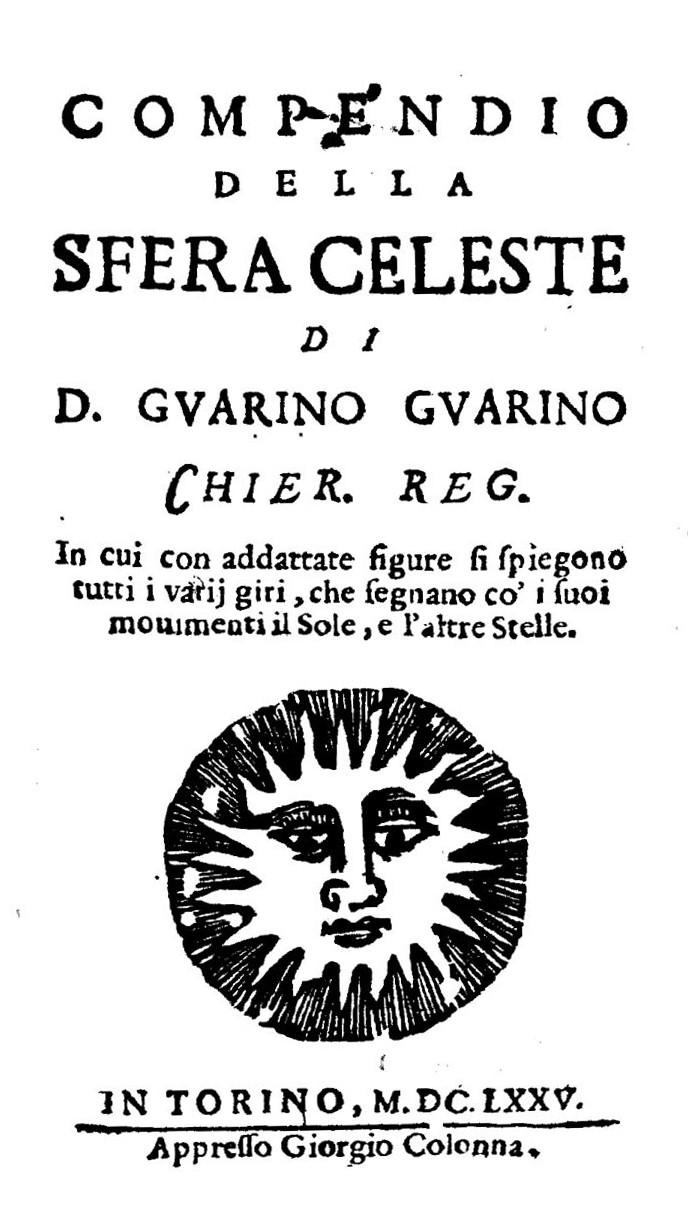
Compendio della sfera celeste

En 1674 publicó en Turín un tratado sobre el Modo di misurare le fabbriche [Modo de medir las fábricas], que demuestra su interés por los restos del arte clásico. Además, Guarini también ha escrito varios libros sobre matemáticas tanto en latín como en italiano, entre ellos uno, Euclides adauctus, sobre geometría descriptiva, que fue uno de los primeros en Italia sobre este tema.
En 1665 publicó en París el tratado matemático-filosófico Placita Philosophica  defendiendo la tesis del sistema geocéntrico del universo en contra de las teorías de Copérnico y Galileo.
Entre las obras de carácter filosófico y literario se recuerda La pietà trionfante, tragicommedia morale [La piedad triunfante, tragicomedia moral], 1660.